# Reconversión industrial

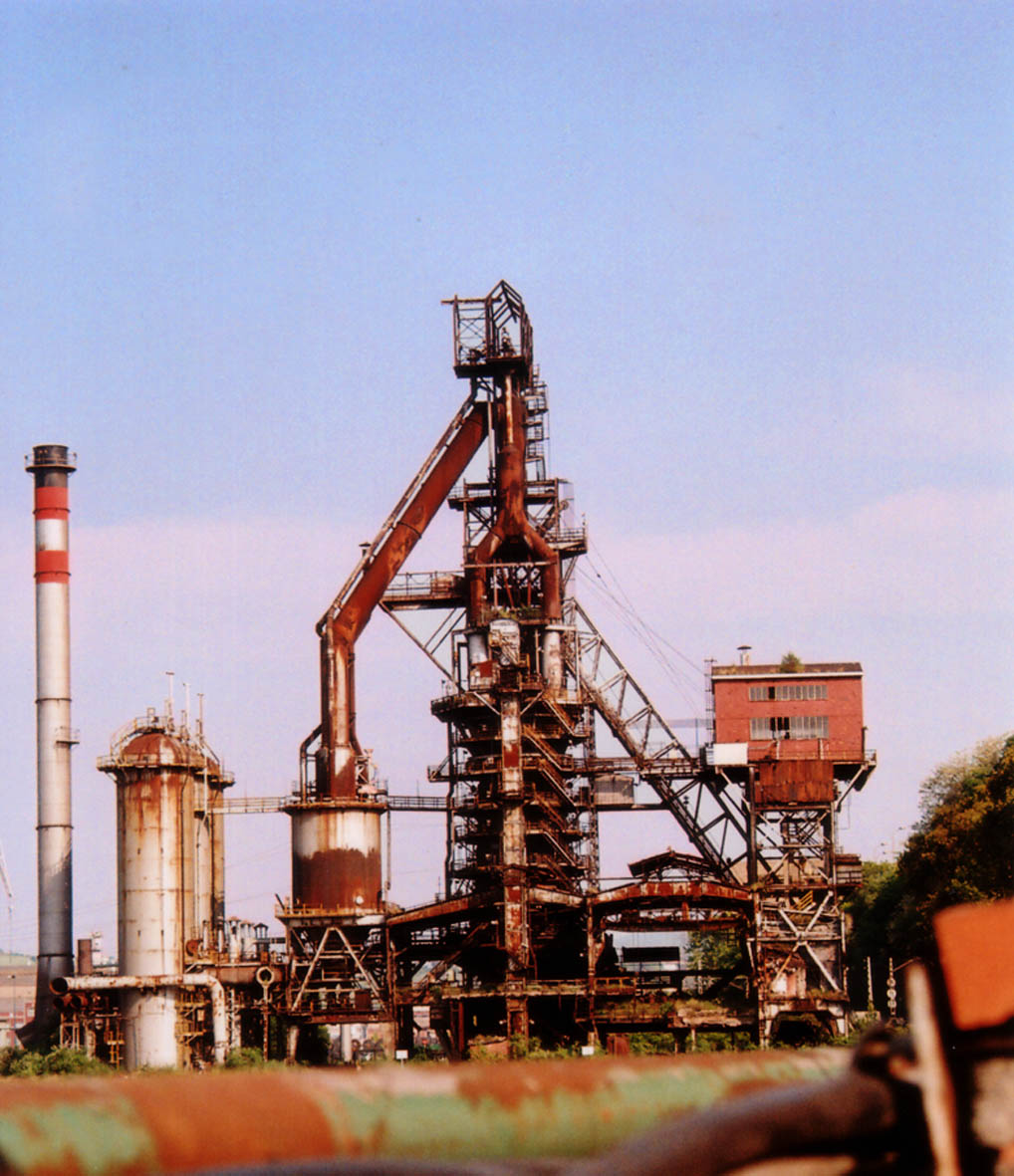
Antiguo alto horno de Sestao en el País Vasco, España, hoy en desuso, conservado como monumento. Perteneció a Altos Hornos de Vizcaya, la que durante mucho tiempo fue la mayor empresa del país.

Reconversión industrial, en el contexto de la salida de la crisis de 1973, son un conjunto de políticas de reconversión del sector primario y sector secundario simultáneo y de mayor prioridad al de reindustrialización, que duró toda la década de los 80, siendo ambos las dos vertientes de un proceso conjunto de reestructuración industrial. Se puede definir como la adopción de medidas de política económica para intentar ayudar a que converjan la oferta y la demanda en el mercado en los sectores en crisis. 
Es la política adoptada para atajar una supuesta crisis industrial. Tiene dos vertientes complementarias: la primera es la limitación industrial de las empresas en crisis, con medidas como la reducción de la producción y de la plantilla, el saneamiento financiero, nuevos sistemas de organización y gestión, etc. La segunda vertiente es la reindustrialización mediante la modernización tecnológica, que se distinguen en ramas de alta tecnología y valor añadido (informática, electrónica, aeronáutica...) y de tecnología media-alta (automóvil, maquinaria, equipos eléctricos...) de los sectores viables y la creación de actividades de futuro que diversifiquen la industria. Ambas actuaciones se abordaron con ayudas estatales, financieras, fiscales y laborales; se crearon las ZUR (Zonas de Urgente Reindustrialización) y las ZID (Zonas Industrializadas en Declive). Esta segunda vertiente se tradujo a en la reducción del empleo industrial y de su aportación a la economía, en beneficio del sector terciario.
Respondiendo al planteamiento general marcado por la OCDE a partir de 1975 para su aplicación a las economías de los países industrializados, pretendía ser un tratamiento de choque intensivo y a corto plazo, que reformara las industrias más afectadas por la crisis para garantizar su competitividad. Se intentó ajustar la oferta a la demanda mediante la eliminación del exceso de capacidad, cerrando instalaciones y ajustando las plantillas laborales con todo tipo de medidas (regulación de empleo temporal, despidos definitivos, prejubilación, etc.).
De cara a la producción futura, las unidades industriales que se mantuvieran deberían adaptarse al nuevo ciclo tecnológico y al mercado, reorientándose en productos de mayor demanda, sin intentar competir en los sectores maduros, tanto pesados (siderurgia, construcción naval, minería) como ligeros (textil), con los menores costes laborales de los nuevos países industrializados; y aplicando nuevos sistemas de organización y gestión.

## La reconversión industrial en España
En 1974, España era la décima potencia mundial a nivel industrial, pero las debilidades del sector eran más que patentes a falta de recursos.[cita requerida] La balanza comercial gozaba de déficit
En el caso de España el proceso de reconversión industrial significaría el desmantelamiento de la gran parte de la industria pesada que se había ido construyendo desde la autarquía de los primeros años del franquismo en torno al INI, concentrada en determinadas zonas con un tejido industrial más sensible y menos diversificado, como por ejemplo Asturias, que se ha calificado de monocultivo industrial (HUNOSA, ENSIDESA), la ría de Bilbao (Altos Hornos de Vizcaya, AHV), Sagunto (Altos Hornos del Mediterráneo, AHM), Ferrol (astilleros públicos tanto militares como civiles) Cartagena (astilleros e industria química), la bahía de Cádiz (astilleros) o Vigo (astilleros e industria pesada). La coincidencia en el tiempo con la muerte de Franco y el inicio de la Transición Española hizo que aplazaran políticas impopulares por el temor a la conflictividad social correspondiente. También influyó el hecho de que el boicot petrolífero de la OPEP en el momento inicial de la crisis no afectara a España, por ser un país que no reconocía a Israel.
Las políticas de reconversión, por tanto, se tomaron a partir de los años 1980. Estas medidas se tomaron en España en 1981 y supusieron recortes importantes en la capacidad productiva de las empresas de diversos sectores (naval, siderurgia, etc.), para lo que se intentó —sin éxito— canalizar la producción hacia otras nuevas ramas industriales con mejores expectativas.
Los gobiernos del PSOE de Felipe González llevaron a cabo una conflictiva reconversión industrial con la "Ley de Reconversión industrial y Reindustrializaciones" aprobada en 1983. La comúnmente llamada "reconversión" se prolongó hasta los años noventa y entrañó un gasto para el Estado de 1,5 billones de pesetas. Dejó a su paso la destrucción de 83.000 empleos, que afectó sobre todo a localidades como Sagunto, Vigo, Ferrol, Gijón, Sestao, Asúa, Reinosa, Getafe o Puerto Real. Con la idea de acabar con una industria obsoleta se acabó directamente con buena parte del tejido industrial del país sin generar una industria nueva de dimensiones proporcionales o una actividad económica alternativa de bases sólidas. Ello repercutió en la incapacidad de la economía española para hacer frente a la crisis del 92-93 y fue un incentivo para que la actividad económica se orientase en mayor medida a prácticas financieras, inmobiliarias y especulativas.
La incorporación a la Comunidad Económica Europea (1986) obligó a un proceso culminante de desmantelamiento industrial denominado como reconversión industrial durante el mandato de Felipe González a partir de 1986.

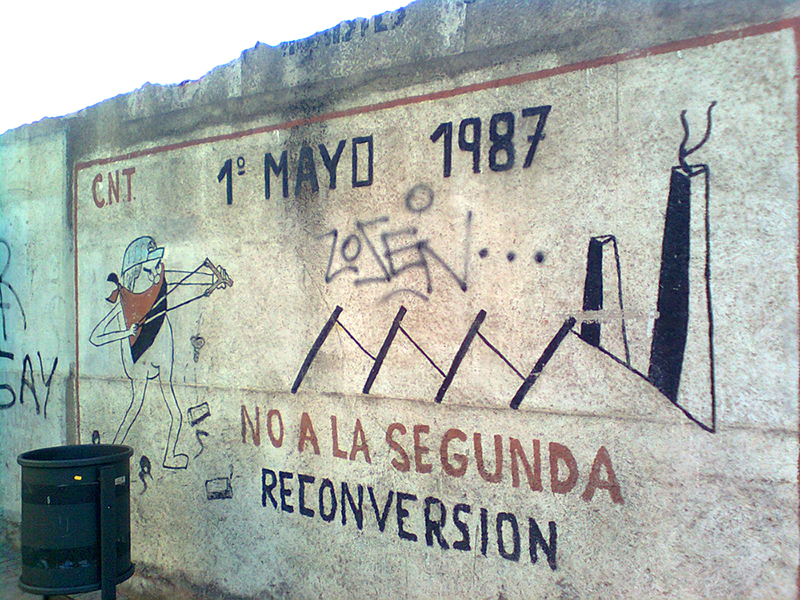
Mural contrario a la reconversión industrial

Además se limitó la capacidad productiva de sectores como el lácteo, vid, olivo, entre otros.

## La reconversión industrial en el cine
Las repercusiones sociales de la reconversión industrial han sido tratadas en el argumento de algunas obras cinematográficas del género denominado cine social.
En el Reino Unido, el british social realism (realismo social británico), representado entre otros directores por Ken Loach (Lloviendo piedras), coincide con la denuncia desde un punto de vista izquierdista de la imposición de una sociedad de mercado y la erosión de los sindicatos por política liberal que a la larga resultó ser efectiva implementada por Margaret Thatcher. Otros directores han tratado el tema de la reconversión industrial específicamente como marco de argumentos más o menos cómicos o dramáticos en algunas películas de mucho éxito:
- The Full Monty (Peter Cattaneo)
- Billy Elliot (Stephen Daldry)

En España:
- Los lunes al sol (Fernando León de Aranoa)
- El año del descubrimiento (Luis López Carrasco)